# Wheeljack
Wheeljack es un personaje ficticio perteneciente al universo Transformers.

## Transformers: Generación 1
Su función principal en los Autobots es la de científico. Se describe que constantemente está inventando armas y artefactos nuevos, con el fin de beneficiar la causa Autobot. Su mayor proyecto ha sido la creación de los Dinobots aunque estos hayan causado grandes problemas al principió. Muere en la batalla de Ciudad Autobot en la película Transformers de 1986, fue encontrado muerto por Arcee y Daniel.

## Transformers: Energon
Wheeljack es el nombre japonés del Autobot Downshift, que se parece mucho al Wheeljack de G1. Se supone que en Energon (Transformers: Superlink en Japón) Wheeljack/Downshift no es ni el mismo carácter que el Autobot desertor Wheeljack, ni el Mini-Con Downshift de Armada.

## Transformers: Animated
Es un científico que junto con Perceptor y Mainframe, están encargados en la creación de los Autobots Jetfire y Jetstorm. Wheeljack es uno de muchos Autobots que trabajan en el Proyecto Omega robot más conocido como Omega Supreme.

## Transformers: Armada
En Transformers: Armada su personalidad es similar a la de su contraparte de G1, pero su nombre japonés es Rampage, marcando una enorme confusión y controversia, pues Rampage es uno de los Decepticons.
Originalmente era un Autobot, era el mejor amigo de Hot Shot pero tras una batalla en Cybertron quedó atrapado en el fuego cruzado, tras separarse de su pelotón Megayron lo encontró y lo salvo, tras esto sintió que Hot Shot y los Autobots lo abandonaron, por ello se unió a los decepticons y juro vengarse de Hot Shot por dejarlo a morir.

## Películas de acción real

### Transformers: el lado oscuro de la luna

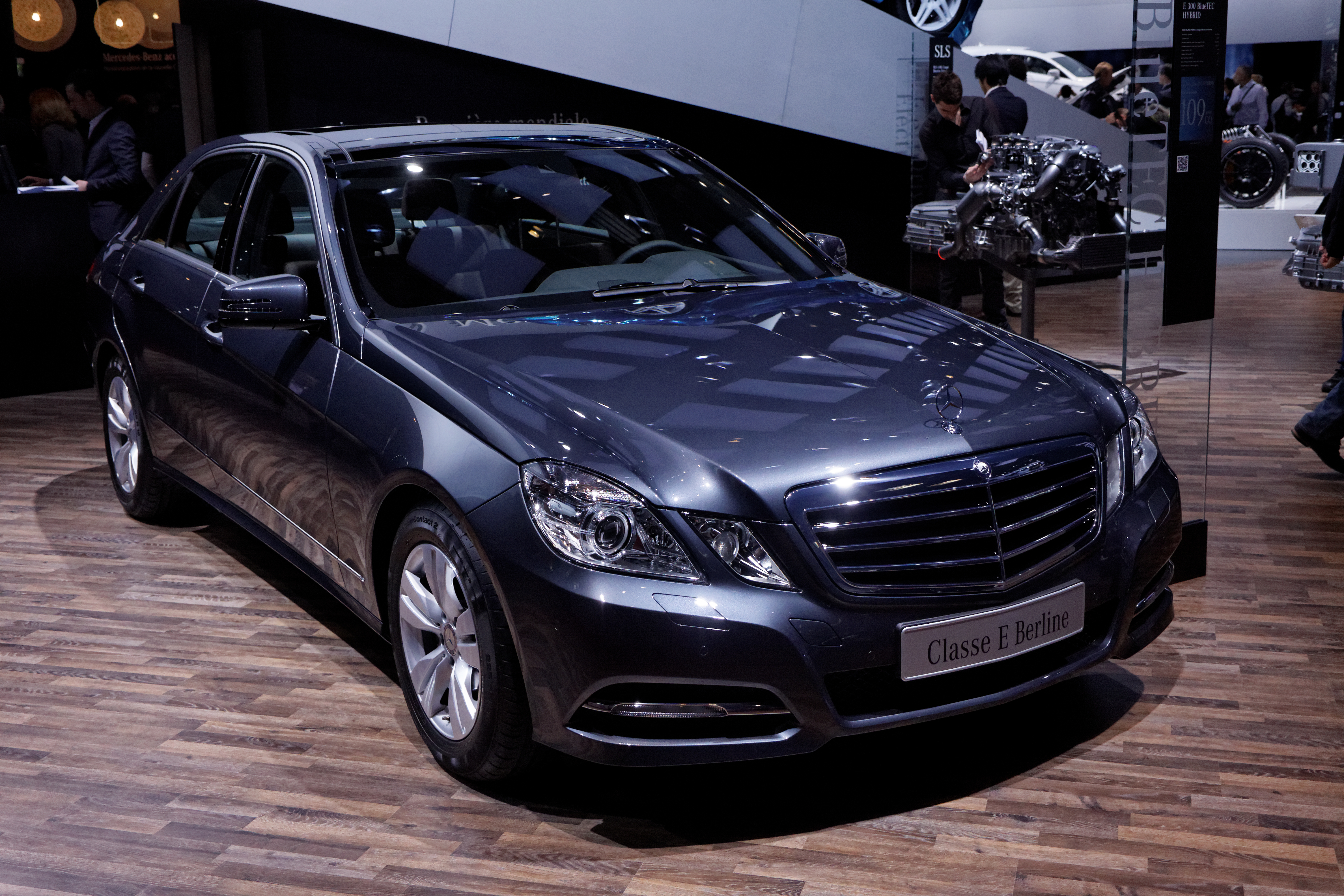
En El lado oscuro de la luna, Wheeljack es un Mercedes-Benz W212 azul.

En esta película es conocido como Que, su modo alterno es un automóvil Mercedes-Benz W212 azul, es un Autobot con el rostro muy similar a Albert Einstein y la personalidad similar al personaje de James Bond Q (de ahí su nombre). Es científico para la N.E.S.T. quien les proporciona armamento Anti-Decepticons a los humanos.
Que/Wheeljack asiste a los Autobots en la destrucción de una instalación nuclear ilegal en el Medio Oriente, haciéndose pasar por el automóvil de un Ministro de Defensa. En N.E.S.T., suministra armas a los otros Autobots, incluido un nuevo cañón para Ironhide y se presenta a la Directora Mearing. Se presume que murió cuando la nave de los Autobots fue destruida, pero sobrevivió junto con los demás. Durante la batalla en Chicago, suministra a Sam, Epps y a su equipo guantes de agarre y boom sticks, pero es capturado por Soundwave, Barricade, y varios otros Decepticons. Barricade y Soundwave deciden ejecutar a Que/Wheeljack, Bumblebee y los otros tres Autobots capturados y comienzan con él. A pesar de suplicarles misericordia, un protoform Decepticon lo dispara y tras mascullar "¿por qué no?", Barricade lo remata con un golpe en la espalda que lo decapita.

### Transformers: la era de la extinción
Cinco años después de la batalla de Chicago, Wheeljack fue catalogado como "fallecido" por el grupo de trabajo de la CIA, Cemetery Wind.

### Bumblebee
Wheeljack regresa en la precuela y soft-reboot, Bumblebee. Él, junto con muchos otros Autobots, solo aparece en la secuencia de apertura que detalla la batalla final en Cybertron. Declara que las fuerzas Decepticon son demasiado numerosas, y se retira al espacio junto con los otros Autobots por la orden de Optimus Prime.

### Transformers Rise of the Beasts
Wheeljack regresa en Transformers: el despertar de las bestias. El se transforma en una camioneta Volkswagen Tipo 2 marrón y blanco de los años 70, estando en el Cusco, Perú, al recibir a los Autobots, los humanos Noah Díaz y Elena Wallace, y la Maximal Airazor, para ayudarlos en la misión en derrotar a los Terrorcons ante la aparición de Unicron.

## Transformers: Prime
En esta versión Wheeljack ya no es un científico es un robot ninja samurái muy ágil, pertenece al grupo de los Wreckers liderado por Ultra Magnus, su apariencia es muy similar al Wheeljack del G1 y experto en el uso de sables. Sin embargo su modo alterno es un Ferrari Testarossa/Ford GT90.